# Wera von Bartels
Wera von Bartels (* 1. April 1886 in München; † 22. Juli 1922 ebenda) war eine deutsche Zeichnerin und Bildhauerin.

## Werdegang
Bartels war eine Tochter der Schriftstellerin Wanda von Bartels und des Malers und Aquarellisten Hans von Bartels. Sie wuchs in München auf.
Da die Akademie der Bildenden Künste München zwischen 1854 und 1920 keine Frauen mehr zum Studium zuließ, obwohl die Zahl der Künstlerinnen und damit deren Nachfrage nach einem akademischen Abschluss in diesem Zeitraum stieg, war Bartels wie andere Künstlerinnen ihrer Zeit auf Unterricht in Privatschulen und -ateliers angewiesen. Diesen erhielt sie im Atelier ihres Vaters, das sich in deren Wohnung in der Pettenkoferstraße in München befand. Darüber hinaus war sie Autodidaktin und zeichnete sowohl mit der rechten als auch mit der linken Hand.
Am 21. September 1915 heiratete Bartels den Forstreferendar Werner von Heimburg in Hannover und zog nach Berlin-Wilmersdorf. Von da an stellte sie als Wera von Bartels-Heimburg aus. Ab Januar 1920 war sie wieder in der elterlichen Wohnung in München gemeldet, im April 1921 wurde ihre Ehe mit Werner von Heimburg geschieden. Ein Jahr später, 1922, starb sie im Alter von 36 Jahren in München.
Ihr Bruder war Wolfgang von Bartels (1883–1938), der als Pianist, Komponist und Musikkritiker eine Karriere in München machte.

## Künstlerisches Schaffen

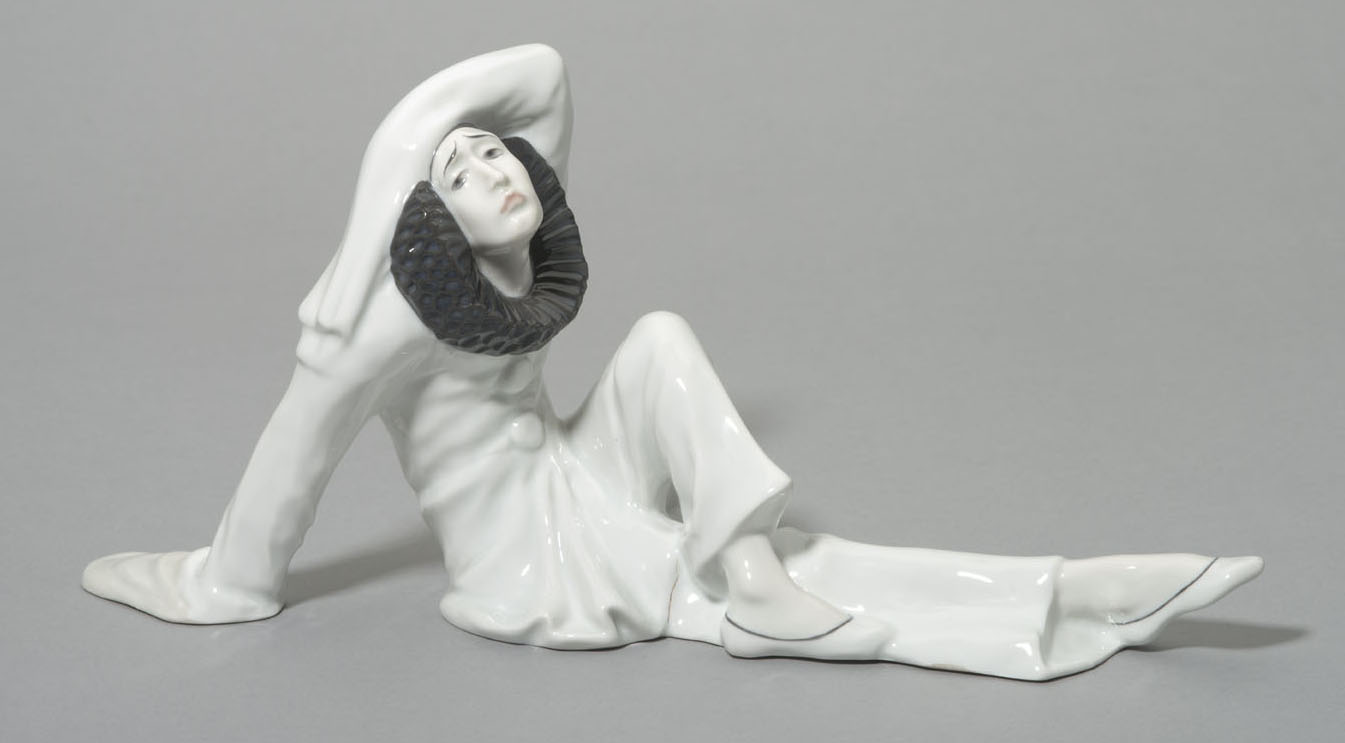
Pierrot, 1911–1913. Entwurf: Wera von Bartels. Hersteller: Gebrüder Heubach, Lichte (Thüringen)

In ihrer Kindheit begann Bartels mit dem Modellieren von naturnahen, teils lebensgroßen Tierfiguren aus gefärbtem Wachs. Tiffany & Co. stellte einige Wachsfiguren der jungen Künstlerin in New York aus, die „Aufsehen durch Auffassung und Technik“ erregten und in der Folge auch in öffentlichen Sammlungen in Barcelona, München und Münster zu sehen waren. Prinz Luitpold von Bayern kaufte mehrere ihrer Tiergruppen.
Mit dem Erfolg ihrer Figur Dackel, die im Jahr 1906 von der Porzellanmanufaktur Nymphenburg ausgeführt wurde, begann eine langjährige Zusammenarbeit mit der deutschen Porzellanindustrie. Bartels entwarf hauptsächlich Tiere, aber auch Figuren für die Manufakturen Nymphenburg, Gebrüder Heubach in Lichte, C. G. Schierholz & Sohn, Plaue und Lorenz Hutschenreuther in Selb.

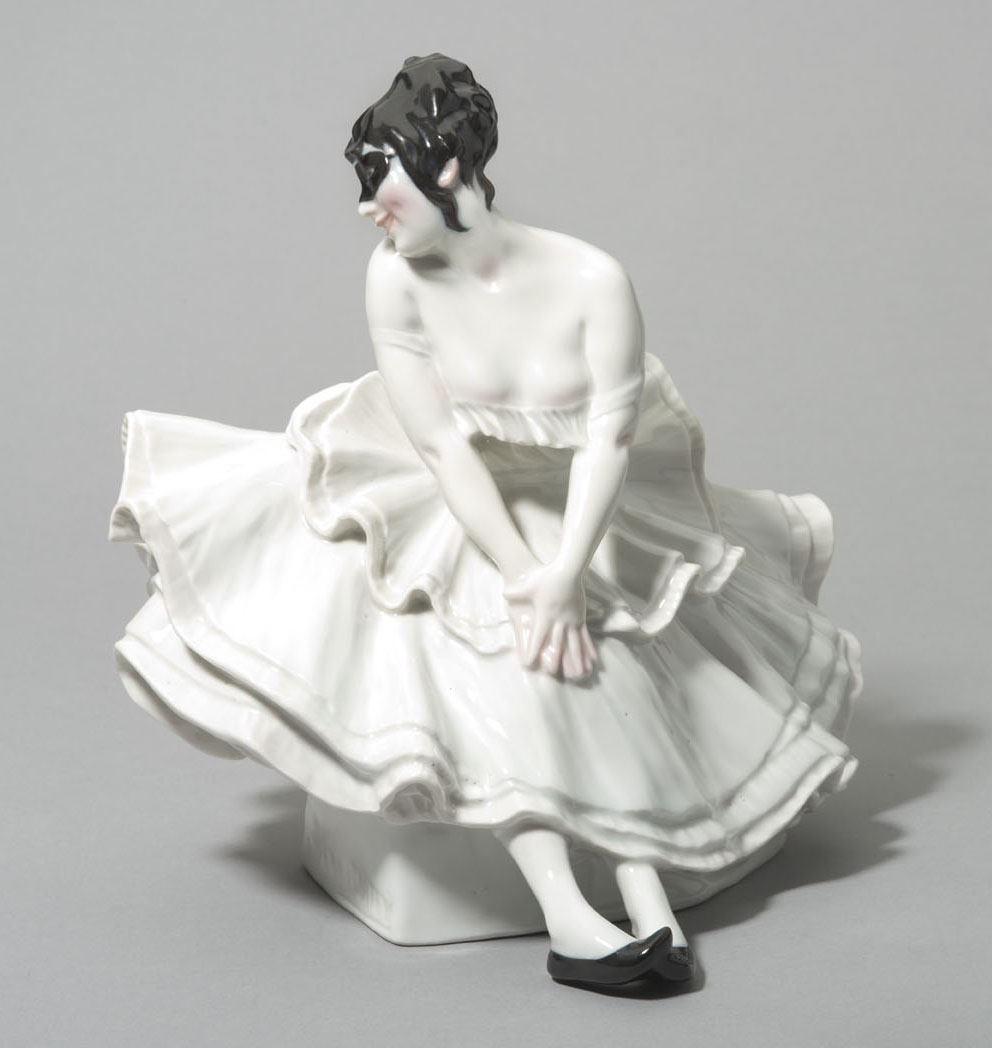
Pierrette, 1916–1920. Entwurf: Wera von Bartels. Hersteller: Gebrüder Heubach, Lichte (Thüringen)

Die ab 1912/13 und 1917/19 von der Manufaktur Gebrüder Heubach ausgeführten Figuren Pierrot und Pierrette sind im Zuge der „Neubelebung“ von Kostümfiguren zu Beginn des 20. Jh. entstanden. Bartels Pierrot illustrierte unter dem Titel Trauernder Pierrot ein Gedicht in der Zeitschrift Velhagen & Klasings Monatshefte. Die Pierrette wurde ab 1917/19 ins Sortiment der Gebrüder Heubach aufgenommen. Beide Entwürfe zeigten eine „expressive Ausdruckskraft“ und blieben bis in die 1920er Jahre hinein aktuell.
Ab 1912 fertigte Bartels vermehrt Zeichnungen und Tierplastiken in Bronze an, bei denen die „Herausbildung einer ausgewogen-dekorativen Formgebung ohne starke Stilisierungen“ zu beobachten ist. Im Rahmen der Ausstellung Ab nach München! Künstlerinnen um 1900 im Stadtmuseum München 2014 wurde sie als „verkannte Tierbildhauerin ersten Ranges“ bezeichnet, deren Werke denen bekannterer männlicher Tierbildhauer ihrer Zeit, wie Fritz Behn, Wilhelm Krieger oder Willy Zügler, in nichts nachstehen.

## Arbeit als Illustratorin
Bartels arbeitete als Illustratorin für die Zeitschrift Licht und Schatten und die Münchner Zeitschrift Jugend. Für letztere zeichnete sie 1917 und 1919 jeweils einen Mädchenkopf als Titelbild und bis 1920 elf Farbstiftzeichnungen, unter anderem Russisches Ballett (1913) und Russische Gefangene beim Wiederaufbau Ostpreussens (1917). Während des Ersten Weltkriegs illustrierte Bartels das Buch Schicksal Krieg. Novellen aus dem Weltkriege mit zehn Zeichnungen. Zwischen 1918 und 1919 gestaltete Bartels politische Plakate, unter anderem Bayern! Euer Land steht in Flammen!, das zwischen 1918 und 1919 entstand, sowie im Jahr 1919 Friede, Arbeit! Brot! Wollt ihr das haben, dann meldet Euch beim Bayerischen Schützenkorps für den Freikorps Epp, der an der Niederschlagung der Münchner Räterepublik im April 1919 beteiligt war und als eine Vorläuferorganisation des Nationalsozialismus gilt.

## Werke (Auswahl)
Wera von Bartels Œuvre umfasst sowohl Zeichnungen und Illustrationen, als auch Figuren und Tierplastiken aus Wachs und Bronze, die teilweise von Porzellanmanufakturen ausgeführt wurden.
Zeichnungen
- Zehn Illustrationen in dem Buch Schicksal Krieg: Novellen aus dem Weltkriege[14]
- Russisches Ballett, 1913 und Russische Gefangene beim Wiederaufbau Ostpreussens, 1917 für die Münchner Zeitschrift Jugend[13]
- Bayern! Euer Land steht in Flammen!, zwischen 1918 und 1919, Plakat[15]
- Friede, Arbeit! Brot! Wollt ihr das haben, dann meldet Euch beim Bayerischen Schützenkorps, 1919, Plakat[16]

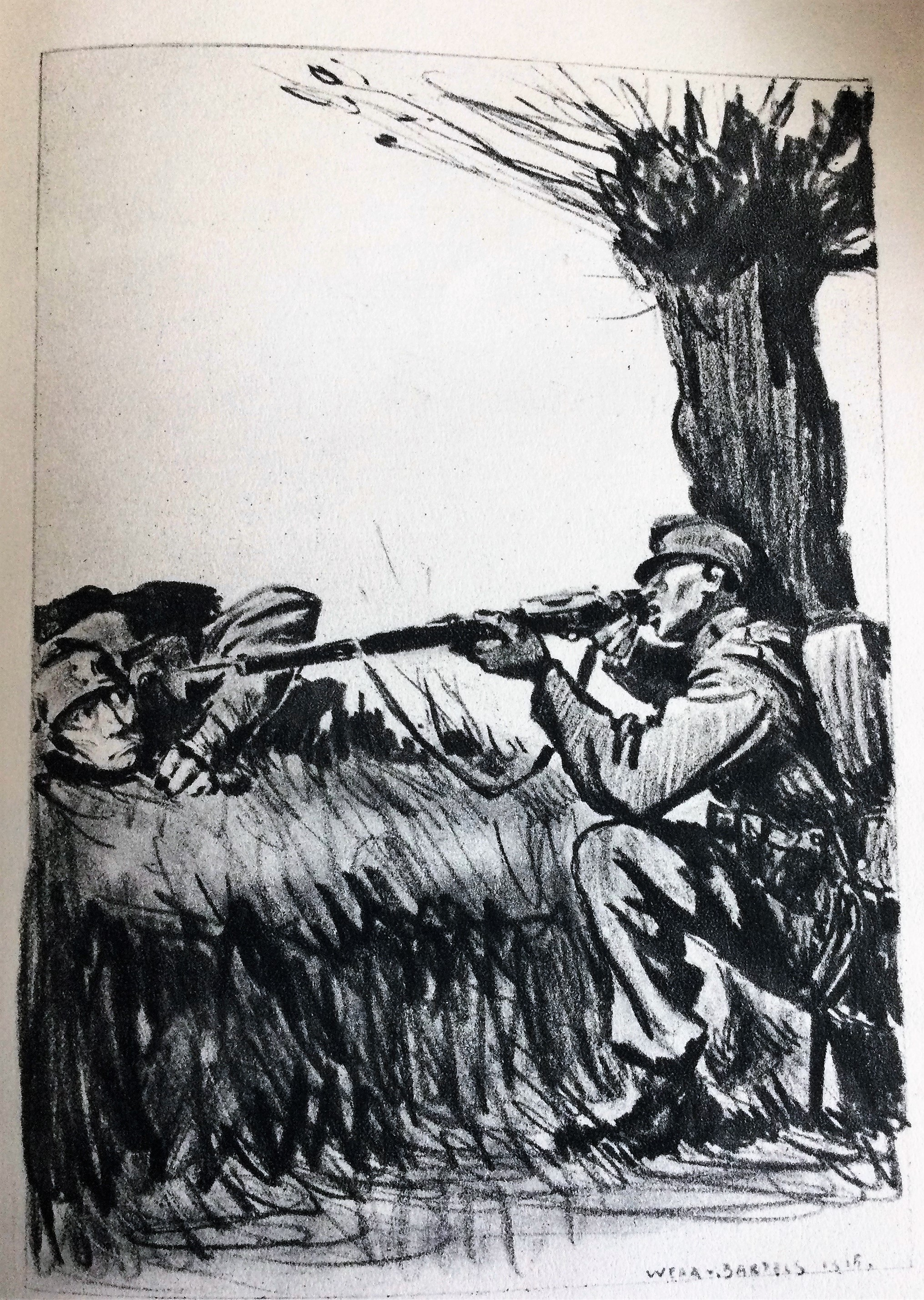
Illustration (1)
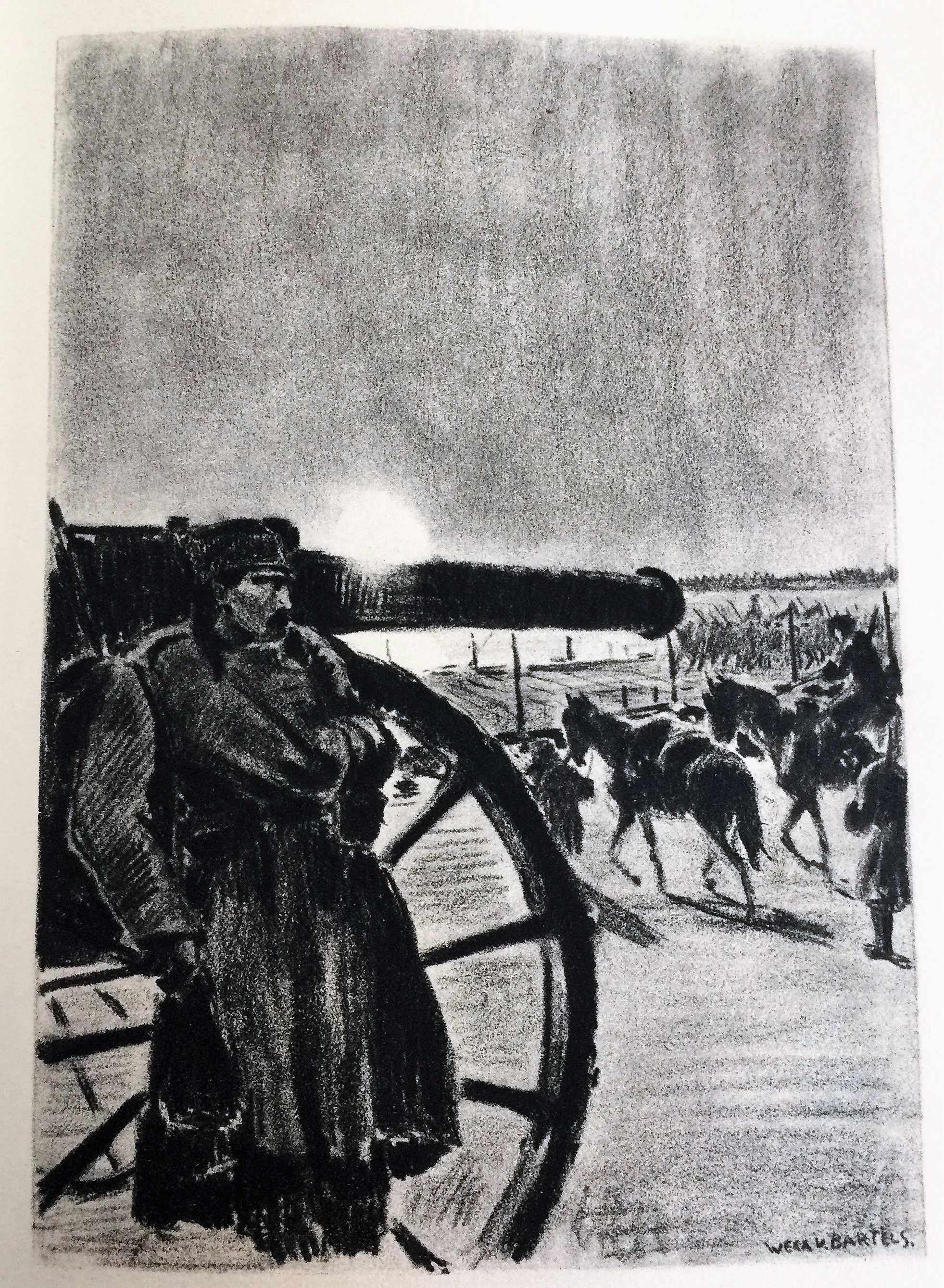
Illustration (2)
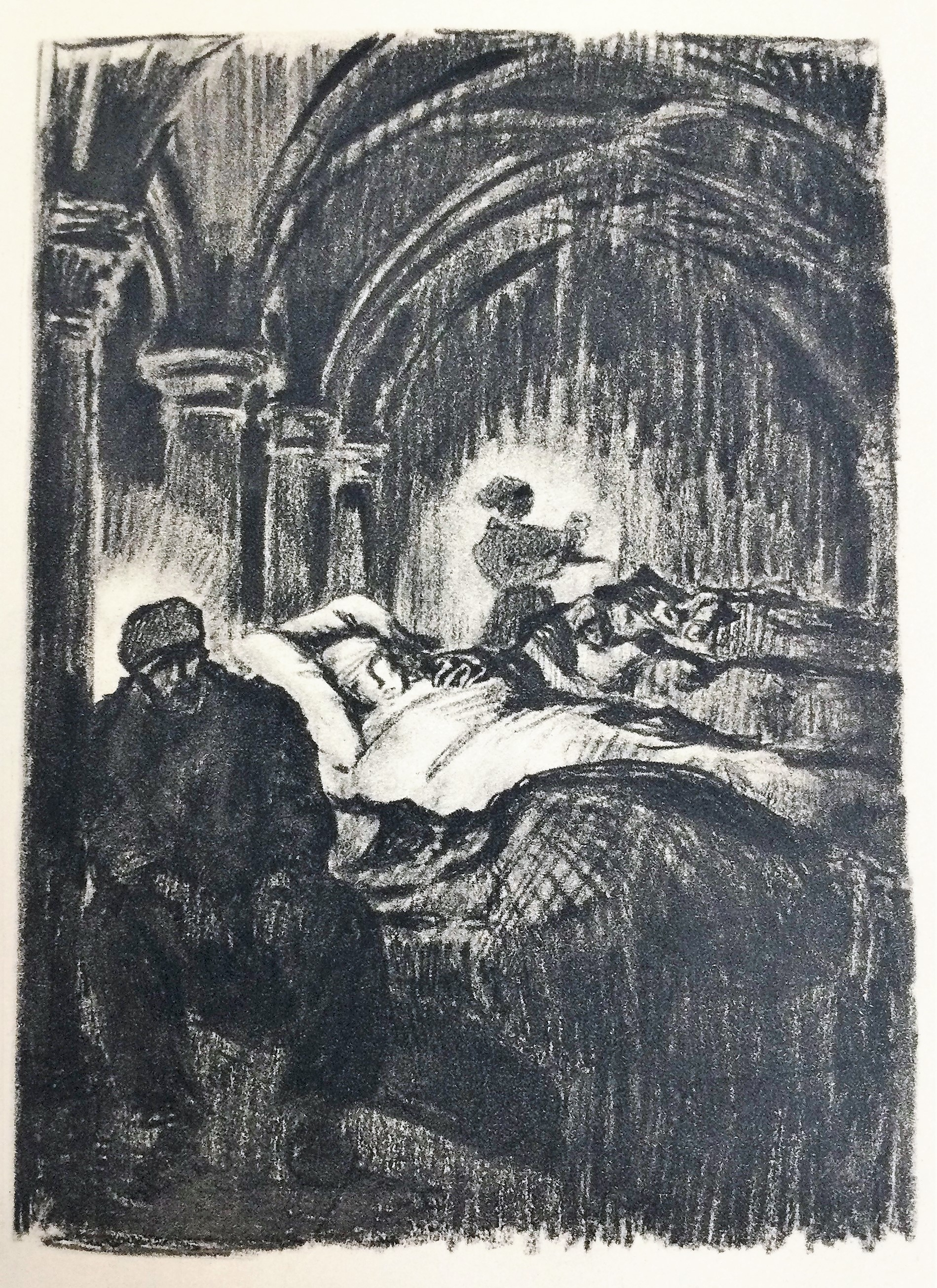
Illustration (3)
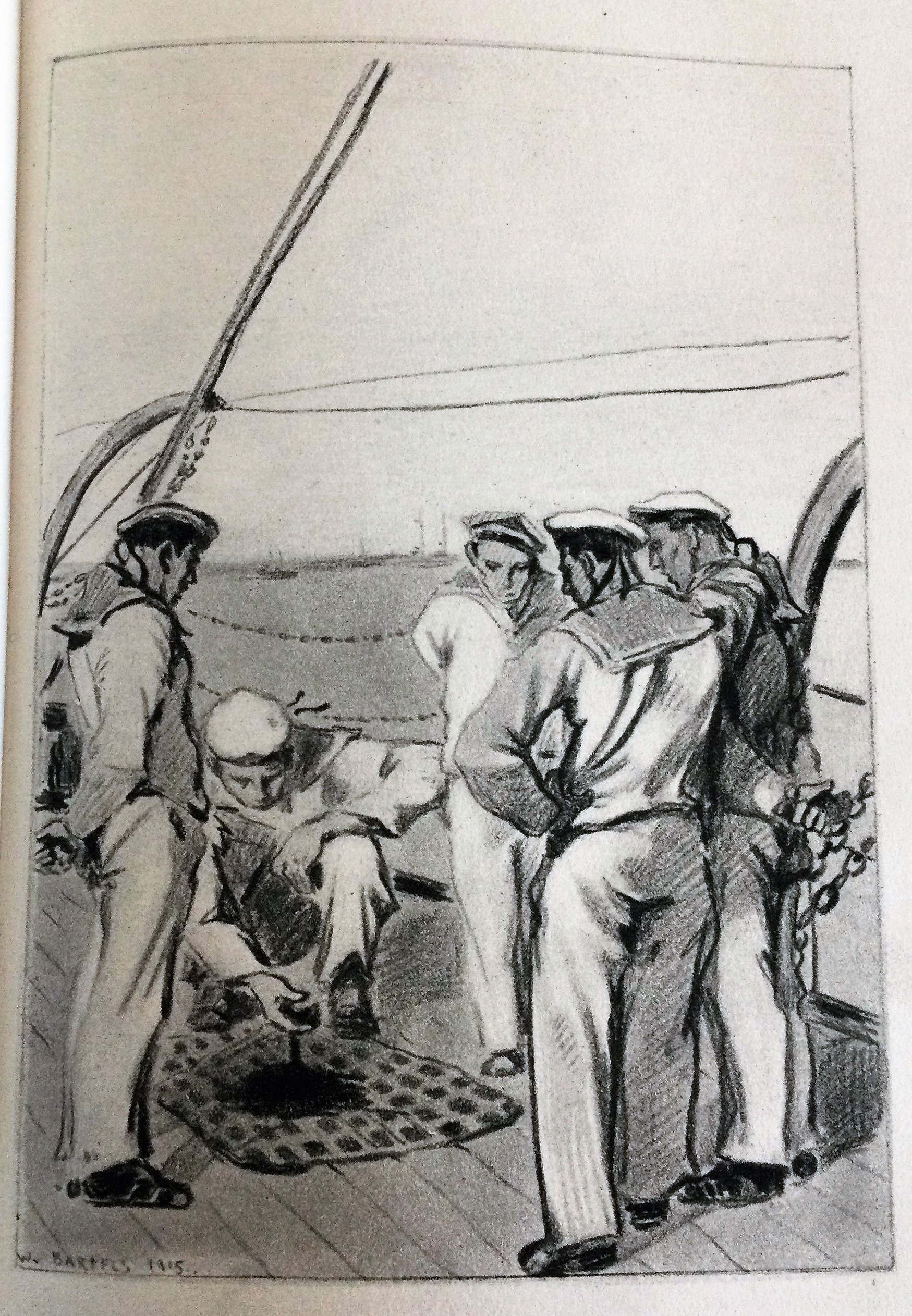
Illustration (4)
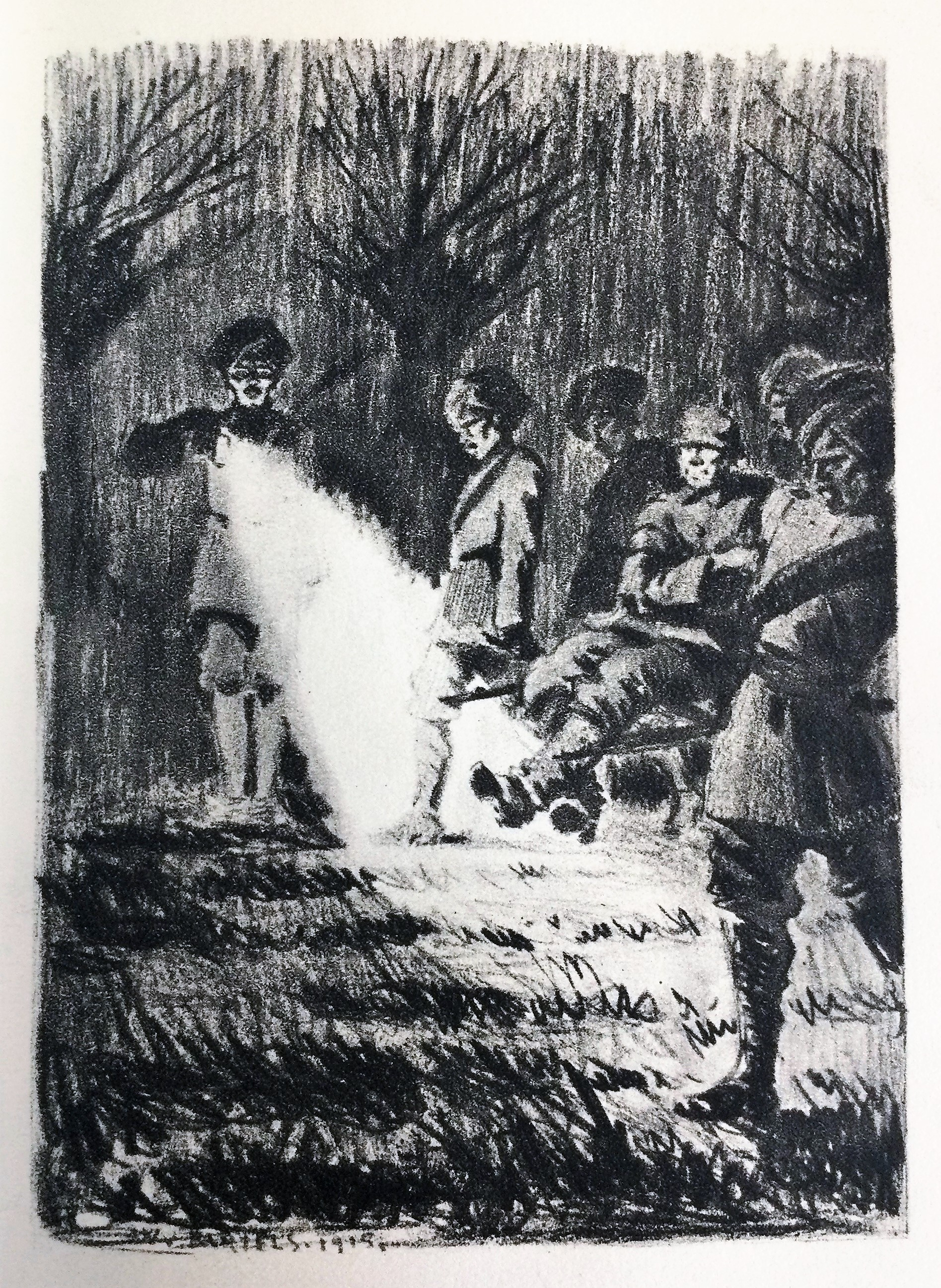
Illustration (5)
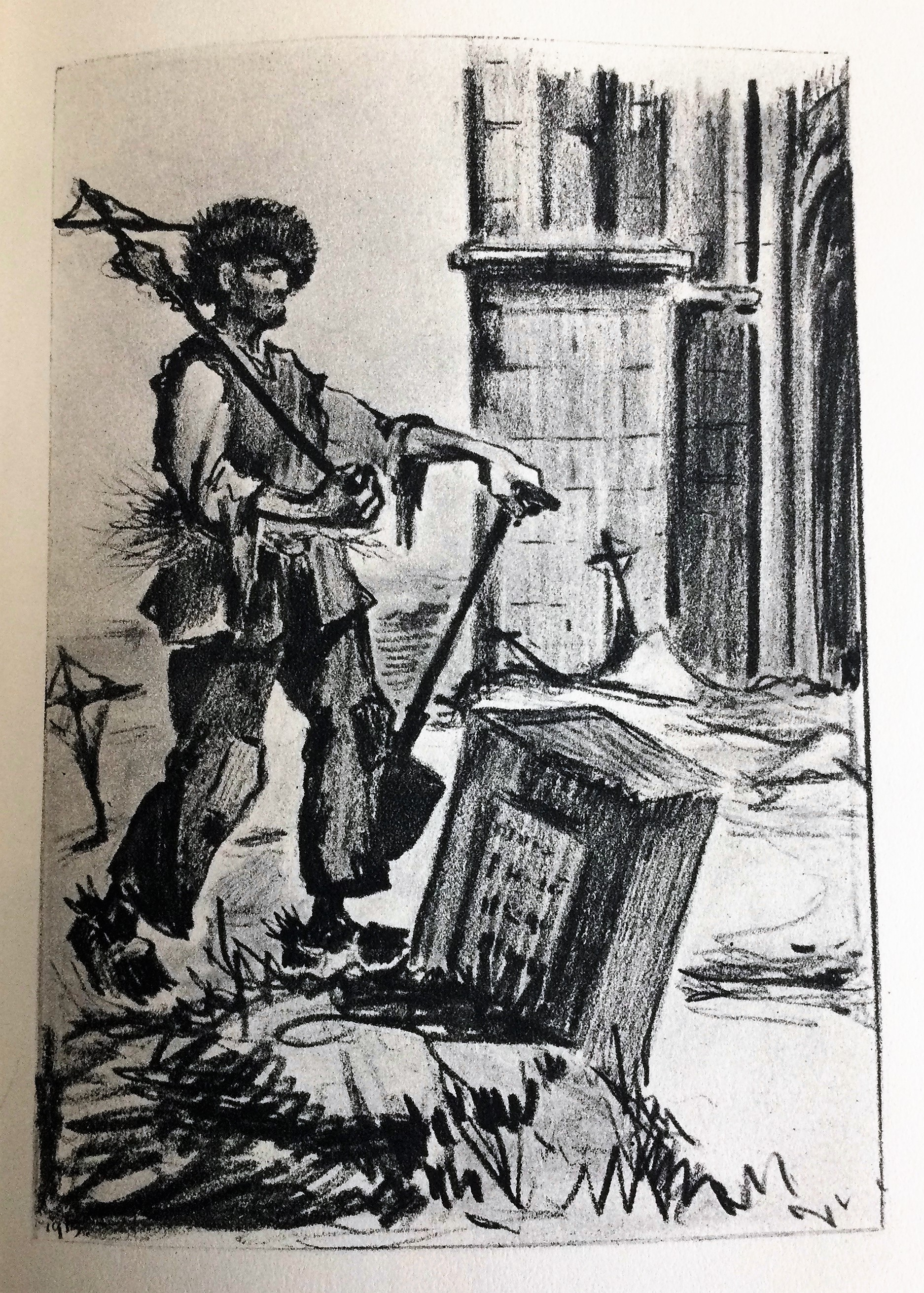
Illustration (6)
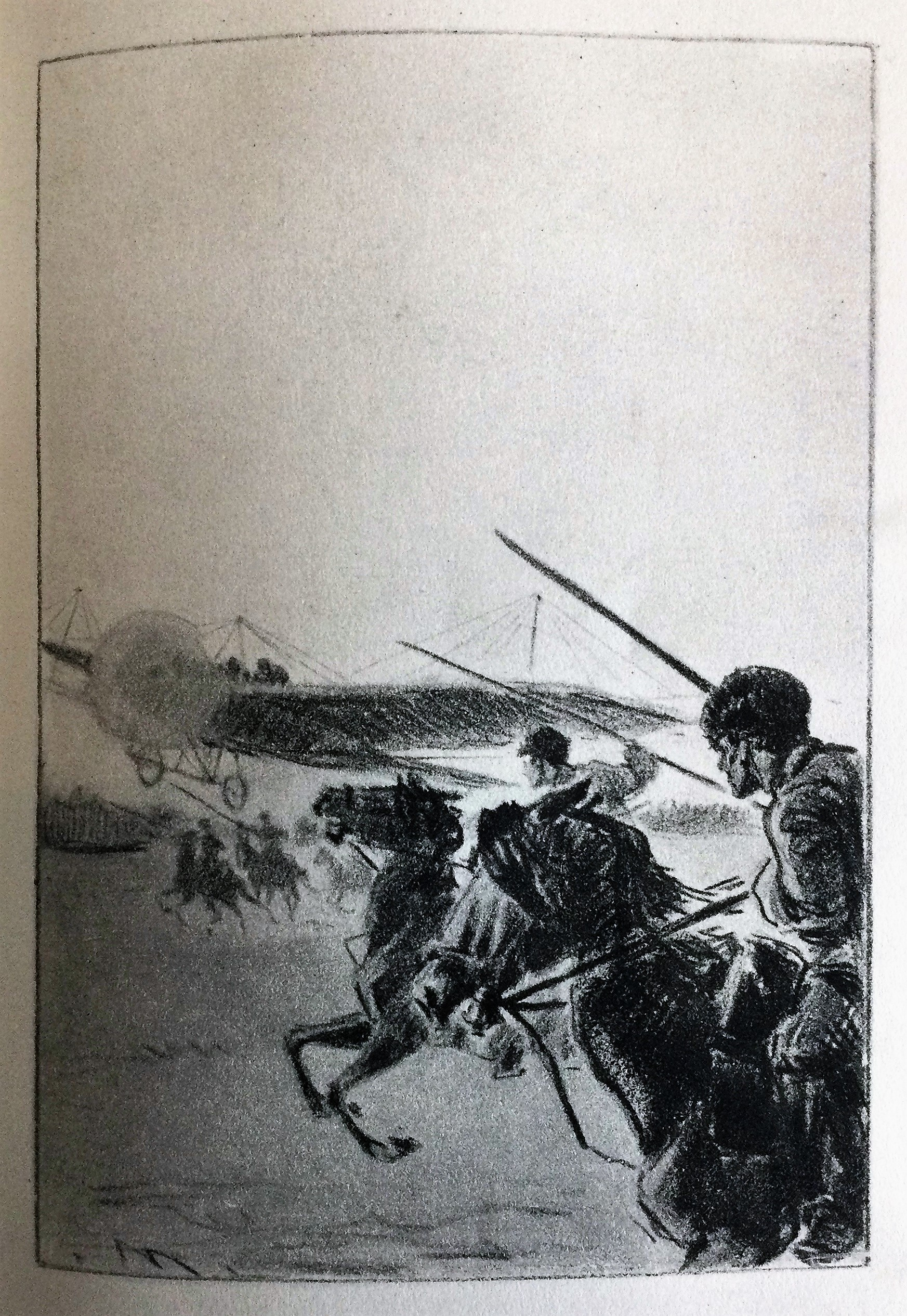
Illustration (7)
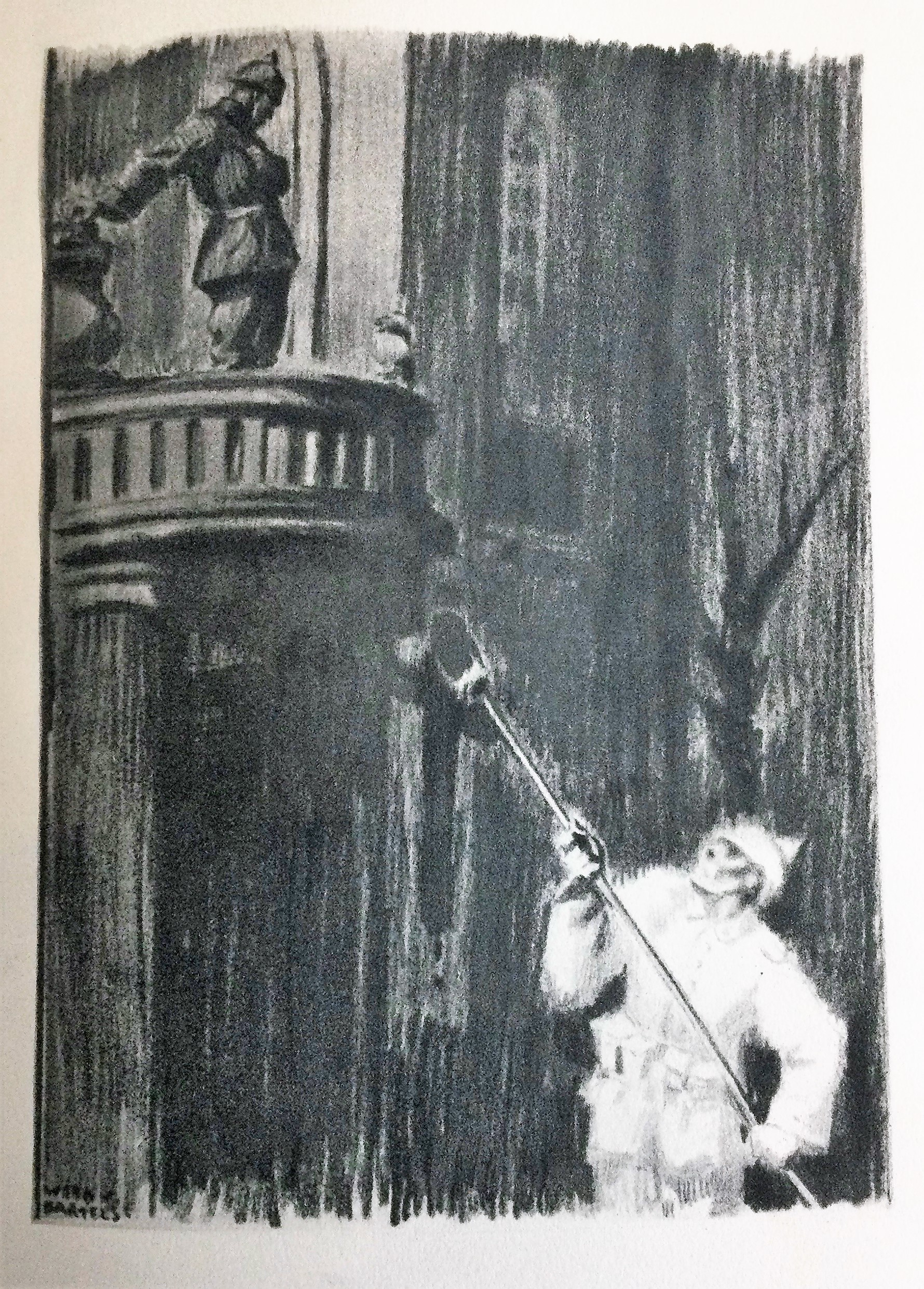
Illustration (8)
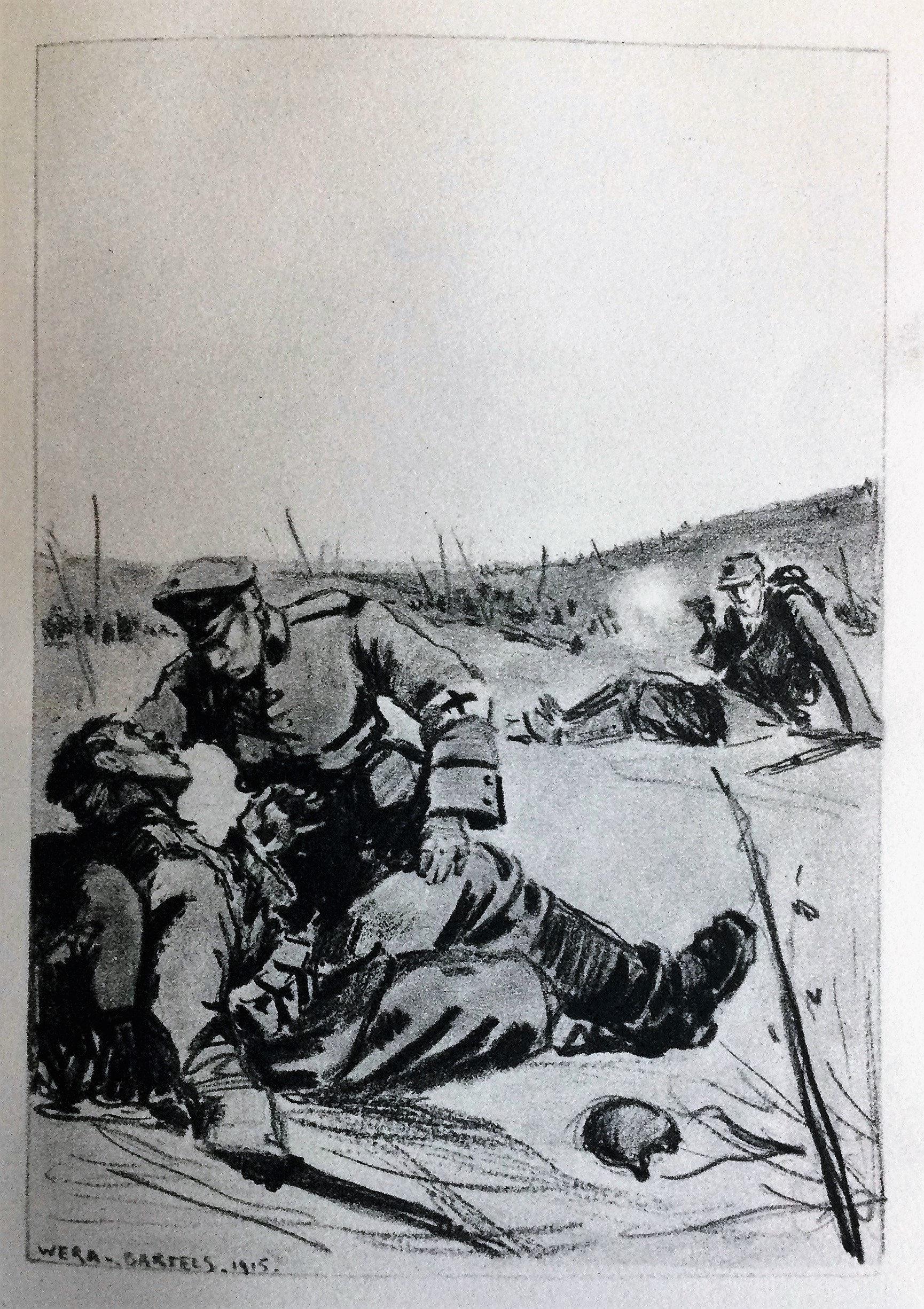
Illustration (9)
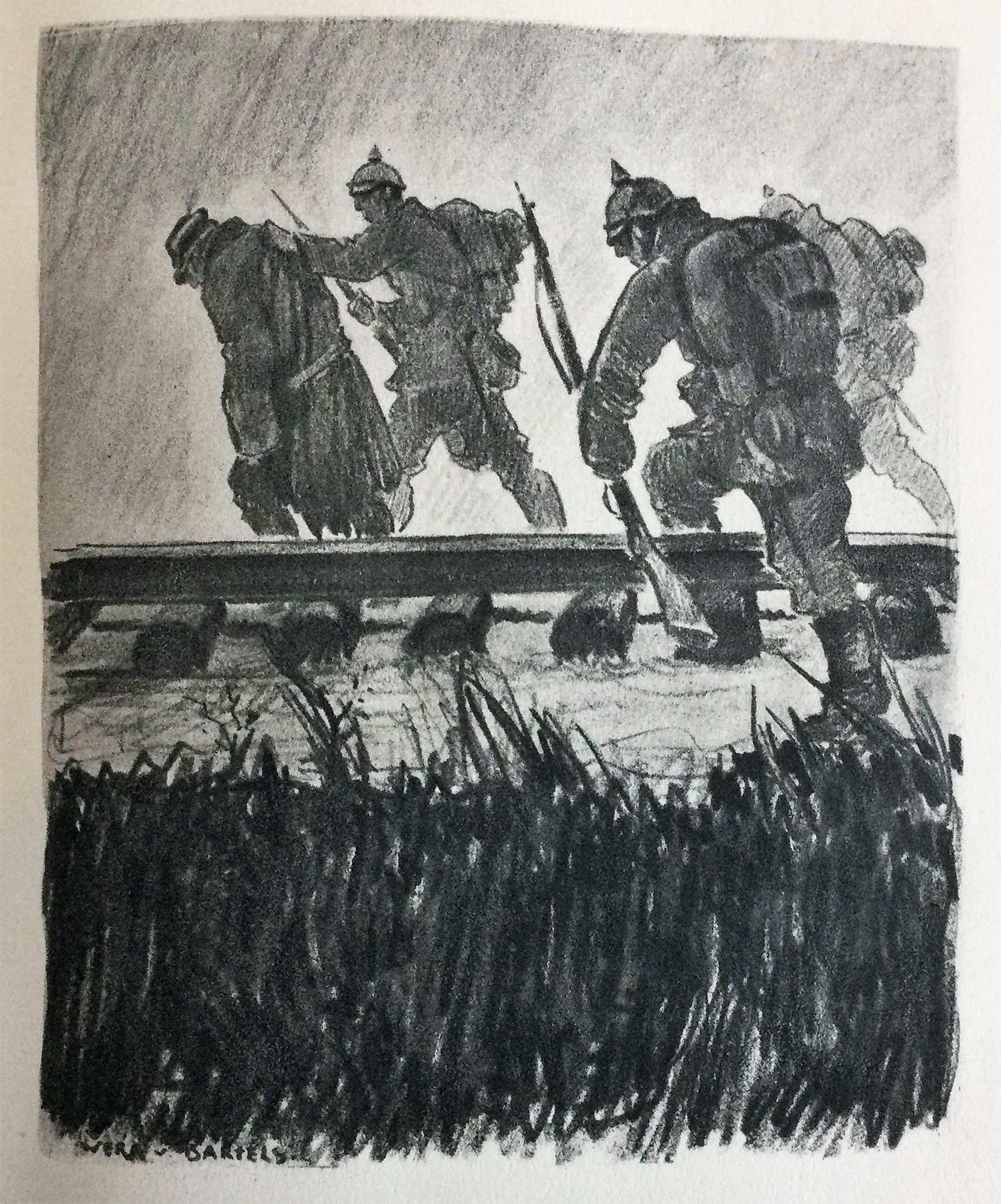
Illustration (10)

Figuren
- Ein Ara, farbiges Wachs, gezeigt 1907 bei der Münchener Jahres-Ausstellung im Glaspalast[4]
- Dackel, ausgeführt von der Porzellanmanufaktur Nymphenburg unter der Nummer 167/II in drei Größen ab Mai 1906[4]
- Ziegenhirtin, 1909 ausgestellt bei der X. Internationalen Kunstausstellung im Münchner Glaspalast, ausgeführt von der Porzellanmanufaktur C. G. Schierholz & Sohn, Plaue unter der Modellnummer 410[7]
- Sitzender Jäger mit Hund, ausgeführt von der Porzellanmanufaktur C. G. Schierholz & Sohn, Plaue[7]
- Reiher, 1912, Bronze[13]
- Reihergruppe, um 1913, Bronze[5]
- Panther, um 1913, Bronze[5]
- Ruhender Panther, vermutlich um 1913, Bronze[13]
- Pierrot, ab 1912/13 im Sortiment der Porzellanmanufaktur Gebrüder Heubach in Lichte, Thüringen, Modellnummer 8886[17]
- Pierrette, ab 1917/19 im Sortiment der Porzellanmanufaktur Gebrüder Heubach in Lichte, Thüringen[10]
- Ährenleserin, ab 1919 ausgeführt von der Porzellanmanufaktur C. G. Schierholz & Sohn, Plaue[5]
- Malteserhündchen mit Ball, 1919, bis 1923 in Serie bei der Porzellanmanufaktur Lorenz Hutschenreuther in Selb[5]

## Ausstellungen (Auswahl)
- Bis zu ihrem Tod 1922 regelmäßige Teilnahme an den Münchener Jahresausstellungen[7]
- 1901 München, Gal. Heiermann[1]
- 1905 Salon des Arts de la Femme, Paris[4]
- 1911 Internationale Ausstellungen in Antwerpen und Dresden[5]
- 1912 Leipziger Jahres-Ausstellung (Ausstellung eines Reihers aus Bronze)[13]
- 1913 Ausstellung der Luitpold-Gruppe im Kunstverein München (drei Tierbronzen)[13]
- 1913 43. Herbstausstellung von moderner Kunst in der Walker Art Gallery, Liverpool[5]
- 2014 Thema in der Ausstellung Ab nach München! Künstlerinnen um 1900 im Stadtmuseum München (posthum)[18]
- 2022 Thema in der Ausstellung Ansehen! Kunst und Design von Frauen 1880–1940 im Bröhan-Museum, Berlin (posthum)[19]

## Auszeichnungen (Auswahl)
- 1905 Salon des Arts de la Femme, Paris: Grand Prix d’honneur[4]
- Zweimalige Auszeichnung mit dem Ehrendiplom[5]